# NK Karlovac 1919
NK Karlovac 1919 hrvatski je nogometni klub iz Karlovca.
U sezoni 2025./26. natječe se u 1. NL.

## Povijest
NK Karlovac 1919 osnovan je 1919. godine kao Borac dok sljedeće godine mijenja ime u Nogometni sportski klub Karlovac. Početkom Drugog svjetskog rata klubovi Karlovac, Viktorija i Primorac spojili su se u Športski klub Velebit. Nakon rata 1946. godine Velebit mijenja ime u Fiskulturno društvo Udarnik, a vrlo brzo 1948. i u Sportsko društvo Slavija koje traje sve do 1954. godine kada ponovno postaju NK Karlovac. Između dva rata Karlovac je na korištenje 1938. godine dobio stadion u Senjskoj ulici i tamo je igrao sve do 1975. godine.
Karlovčani su očekivali kako će u sezoni 1992./93. dobiti prvoligaša nakon što se administrativnim putem rješavalo tko će igrati Prvu HNL, međutim, do tog statusa nisu došli.
Dugo se balansiralo između Druge i Treće HNL, a 2005. godine Karlovac ponovno ima drugoligaša. Bili su prvi u Trećoj HNL 2004./05. i u kvalifikacijama su eliminirali prvo Istru, a zatim i dubrovački GOŠK te ušli u Drugu ligu 2005./06.
Godine 2006. na mjestu predsjednika kluba došao je Ivan Pađen, najuspješniji klupski predsjednik u povijesti (2006. – 2009.). Međutim, u Drugoj ligi nisu se dugo zadržali, odmah su ispali u niži rang da bi se u sezoni 2007./08. ponovno našli na prvom mjestu Treće HNL središte i ušli u Drugu ligu. Ista greška nije ponovljena i Karlovac je složio respektabilnu momčad kojom je uspio nakon jedne sezone već stići i do povijesnog statusa prvoligaša, te u svojoj prvoj prvoligaškoj sezoni osvajaju 5. mjesto.
U ljeto 2012. NK Karlovac nakon stečaja mijenja ime u NK Karlovac 1919 i ispada u 1. ŽNL Karlovačku.
Nakon osvojenog 1. mjesta u 1. ŽNL Karlovačkoj i plasmana u 3. HNL sljedeće sezone Karlovac odmah ispada u 4. MŽNL Središte ZG. Nakon godina oporavka i konsolidacije kluba u sezoni 2019./20. NK Karlovac u sezoni 2019./20. prekinutoj zbog pandemije COVID-19 uvjerljivo osvaja 1. mjesto i napreduje u 3. HNL.

### Povijest imena
Tijekom povijesti klub je nosio nekoliko imena:
- Borac (1919. – 1920.)
- NŠK Karlovac (1921. – 1941.)
- HŠK Velebit (1941. – 1945.)
- Udarnik (1945. – 1948.)
- Slavija (1948. – 1954.)
- Karlovac (1954. – 1958.)
- KSD (1958. – 1960.)
- Karlovac (1960. – 2012.)
- Karlovac 1919 (od 2012.)

## Stadion
Karlovac svoje domaće utakmice igra na stadionu Stadionu Branko Čavlović-Čavlek koji je izgrađen 1975. godine, a ima 12.000 mjesta. Stadion je dobio ime po legendi karlovačkog nogometa Branku Čavloviću-Čavleku. Stadion zadovoljava sve kriterije za natjecanje u Prvoj HNL i natjecanje u UEFA-inim natjecanjima. Stadion Branko Čavlović-Čavlek je nogometni stadion u Karlovcu. 
Ulaskom NK Karlovca u Prvu Hrvatsku nogometnu ligu, ovaj je stadion pretrpio veliku obnovu, a obnovljeni stadion je otvoren 19. srpnja 2009. prijateljskom utakmicom s Queens Park Rangersom, nogometnim klubom iz Engleske. U toj utakmici Karlovac je pobijedio 3:1.
Na stadionu se nekoliko godina za redom održava svečano obilježavanje Dana Oružanih snaga Republike Hrvatske i Dana Hrvatske kopnene vojske.
Dana 10. srpnja 2020. svečano su otvoreni novoobnovljeni travnjak s modernom drenažom i sustavom navodnjavanja i nova atletska staza – mlađi pioniri Karlovca 1919 nadvisili su selekciju Nogometnog saveza Karlovačke županije 2:1, dok je utakmica seniora istih ekipa završila pobjedom Karlovca 1919 4:1.

## Dres
Klupske boje 1932. bile su plava i bijela.
Karlovac je do sezone 2009./10. igrao u tradicionalnom dresu na vodoravne plavo-bijele pruge, a od nove sezone to je postala tek treća varijanta dresova. Prvi dres je postala svjetloplava kombinacija, a gostujući bijela. U sezoni 2010./11. Karlovac nastupa u novim plavo-bijelim dresovima.
Ulaskom u 3. HNL – Središte u sezoni 2020./21. Karlovac igra u novim personaliziranim plavo bijelim (rezervna garnitura je bijelo plava) dresovima s motivom karlovačke Zvijezde na prednjoj strani.

## Navijačka skupina
Gademz Karlovac je naziv navijačke grupe NK Karlovca. Bodre svoj klub još od početka 2000-ih, a klub navijača je osnovan 13. prosinca 2008.

## Rezultati u ligi i kupu
| Sezona    | Liga                  | Pozicija | Bod. | U. | Pob. | Neo. | Por. | G+ | G- | Kup         |
| --------- | --------------------- | -------- | ---- | -- | ---- | ---- | ---- | -- | -- | ----------- |
| 1992.     | 2. HNL – Sjever       | 5.       | 8    | 10 | 3    | 2    | 5    | 8  | 17 |             |
| 1992./93. | 2. HNL – Sjever       | 14.      | 22   | 30 | 8    | 6    | 16   | 41 | 69 |             |
| 1993./94. | 2. HNL – Sjever       | 10.      | 26   | 30 | 10   | 6    | 14   | 34 | 36 |             |
| 1994./95. | 2. HNL – Zapad        | 12.      | 47   | 36 | 13   | 8    | 15   | 59 | 35 | 1/16 finala |
| 1995./96. | 2. HNL – Zapad        | 14.      | 35   | 34 | 9    | 8    | 17   | 25 | 52 | 1/16 finala |
| 1996./97. | 2. HNL – Središte     | 3.       | 58   | 30 | 17   | 7    | 6    | 56 | 32 |             |
| 1997./98. | 2. HNL – Središte     | 12.      | 27   | 32 | 7    | 6    | 19   | 36 | 59 |             |
| 1998./99. | 3. HNL – Središte     | 5.       | 48   | 30 | 13   | 9    | 8    | 53 | 40 |             |
| 1999./00. | 3. HNL – Središte     | 2.       | 58   | 28 | 17   | 7    | 4    | 50 | 17 |             |
| 2000./01. | 3. HNL – Središte     | 11.      | 38   | 30 | 10   | 8    | 12   | 43 | 43 | 1/16 finala |
| 2001./02. | 3. HNL – Središte     | 7.       | 47   | 30 | 14   | 5    | 11   | 53 | 34 |             |
| 2002./03. | 3. HNL – Središte     | 2.       | 55   | 30 | 17   | 4    | 9    | 49 | 36 |             |
| 2003./04. | 3. HNL – Središte     | 6.       | 47   | 30 | 14   | 5    | 11   | 50 | 45 | pretkolo    |
| 2004./05. | 3. HNL – Središte     | 1.       | 62   | 32 | 19   | 5    | 8    | 73 | 37 | 1/16 finala |
| 2005./06. | 2. HNL – Jug          | 12.      | 18   | 32 | 4    | 6    | 22   | 21 | 70 | 1/16 finala |
| 2006./07. | 3. HNL – Zapad        | 12.      | 46   | 34 | 13   | 7    | 14   | 46 | 49 |             |
| 2007./08. | 3. HNL – Zapad        | 1.       | 87   | 34 | 28   | 3    | 3    | 96 | 20 |             |
| 2008./09. | 2. HNL                | 2.       | 59   | 30 | 18   | 5    | 7    | 50 | 24 | 1/8 finala  |
| 2009./10. | 1. HNL                | 5.       | 47   | 30 | 12   | 11   | 7    | 32 | 23 | 1/8 finala  |
| 2010./11. | 1. HNL                | 6.       | 41   | 30 | 11   | 8    | 11   | 25 | 27 | 1/8 finala  |
| 2011./12. | 1. HNL                | 15.      | 24   | 30 | 6    | 7    | 17   | 25 | 53 | 1/8 finala  |
| 2012./13. | 1. ŽNL Karlovačka     | 1.       | 63   | 26 | 20   | 3    | 3    | 84 | 27 |             |
| 2013./14. | 3. HNL – Središte     | 16.      | 4    | 30 | 0    | 4    | 26   | 13 | 93 |             |
| 2014./15. | MŽNL Središte ZG      | 8.       | 42   | 30 | 12   | 6    | 12   | 32 | 43 |             |
| 2015./16. | MŽNL Središte ZG      | 2.       | 52   | 30 | 16   | 4    | 10   | 47 | 39 |             |
| 2016./17. | MŽNL Središte ZG      | 8.       | 42   | 30 | 12   | 6    | 12   | 69 | 44 | pretkolo    |
| 2017./18. | 4. NL Središte Zagreb | 5.       | 45   | 30 | 14   | 3    | 13   | 66 | 47 | pretkolo    |
| 2018./19. | 4. NL Središte Zagreb | 10.      | 39   | 30 | 12   | 3    | 15   | 45 | 51 | 1/32 finala |
| 2019./20. | 4. NL Središte Zagreb | 1.       | 43   | 16 | 14   | 1    | 1    | 46 | 12 | 1/16 finala |
| 2020./21. | 3. HNL – Središte     | 6.       | 48   | 34 | 14   | 6    | 14   | 46 | 43 | 1/32 finala |
| 2021./22. | 3. HNL – Središte     | 4.       | 62   | 34 | 17   | 11   | 6    | 68 | 24 | 1/16 finala |
| 2022./23. | 3. NL – Centar        | 1.       | 87   | 34 | 28   | 3    | 3    | 79 | 12 | 1/32 finala |
| 2023./24. | 2. NL                 | 5.       | 56   | 30 | 17   | 5    | 8    | 43 | 33 | 1/8 finala  |
| 2024./25. | 2. NL                 | 2.       | 62   | 30 | 19   | 5    | 6    | 50 | 20 | pretkolo    |
| 2025./26. | 1. NL                 |          |      |    |      |      |      |    |    |             |

## Uspjesi
2. HNL
- Drugoplasirani: 2008./09.

3. HNL
- Prvak: 2004./05., 2007./08.
- Drugoplasirani: 1999./00., 2002./03.

2. NL
- Drugoplasirani: 2024./25.

3. NL – Centar
- Prvak: 2022./23.

4. NL Središte Zagreb
- Prvak: 2019./20.

1. ŽNL Karlovačka
- Prvak: 2012./13.

## Zanimljivosti
Dana 22. studenog 2009. NK Karlovac ja na domaćem terenu ugostio NK Dinamo Zagreb. To je bila prva utakmica kluba koja je izravno prenošena na televiziji. Dinamo je pobijedio 1:3.

## Poznati igrači
- Borislav Cvetković
- Zvjezdan Cvetković
- Rajko Janjanin
- Dejan Lovren
- Zvonko Pamić

## Vanjske poveznice
- Službena web-stranica
- Profil, HNS Semafor